# Seeschlacht von Grand Port
Die Seeschlacht von Grand Port am 23. und 24. August 1810 war eine Seeschlacht zwischen den Franzosen und den Briten im Rahmen des britischen Mauritiusfeldzuges. Die Franzosen vernichteten ein gegnerisches Geschwader, was jedoch die spätere Eroberung von Mauritius durch die Briten nicht verhindern konnte.

## Vorgeschichte
Nachdem die Briten die Insel Réunion erobert hatten, wurde am 13. August 1810 auch die Île de la Passe vor Mauritius zur Vorbereitung der Invasion der französischen Besitzung Mauritius erobert. Vor der Île de la Passe blieb nur die Fregatte HMS Néréide unter Captain Nesbit Willoughby zurück, der dort mit Bootsangriffen die Verteidigung der Insel Mauritius zermürben sollte. Am 20. August 1810 wurden von der Île de la Passe fünf fremde Schiffe gesichtet. Bei den Schiffen handelte es sich um ein Geschwader unter Victor Guy Duperré mit den französischen Fregatten Bellone und Minerve sowie der Korvette Victor und deren Prisen, die  Ostindienfahrer HEICS Ceylon und HEICS Windham. Die französischen Schiffe segelten in den Kanal hinein, um im Hafen von Grand Port zu ankern. Um 13:40 Uhr eröffneten die HMS Nereide und die Batterie auf der Île de la Passe das Feuer auf die französische Victor. Die Victor strich kurz die Flagge und ergab sich, setzte aber bald wieder die Flagge und floh nach Grand Port.

Auch die Minerve und die Ceylon wurden beschossen, segelten aber weiter. Sogar die Bellone konnte trotz Beschuss durch die Néréide den Hafen erreichen. Lediglich die Windham blieb vor dem Hafen, wurde aber am folgenden Tag trotz Feuerschutz durch französische Kanonen bei einem Bootsangriff zurückerobert. Die zurückeroberte HEICS Windham wurde nach Réunion geschickt, um Kommodore Josias Rowley zu benachrichtigen. Captain Nesbit Willoughby verlangte die Herausgabe der Victor von den französischen Befehlshabern, da diese schließlich kapituliert habe. Dieses Ansinnen wurde aber abgelehnt. Am 22. August 1810 erreichte Captain Samuel Pym mit der HMS Sirius, in den frühen Morgenstunden des 23. August die Fregatten HMS Magicienne unter Captain Lucius Curtis und HMS Iphigenia unter Captain Harry Lambert die Île de la Passe.

## Die Schlacht

Um 16:40 Uhr am 23. August 1810 segelten die britischen Fregatten in den Hafen von Grand Port, womit die eigentlichen Kampfhandlungen begannen.

### Der Angriffsplan
Die HMS Nereide sollte sich zwischen Victor und Bellone legen, die HMS Sirius neben die Bellone, die HMS Magicienne zwischen die Ceylon und die Minerve, während die HMS Iphigenia sich neben die Minerve legen sollte.

Gestrandete Sirius feuert auf den Gegner

### Das Scheitern des Plans
Zwar konnte die Nereide plangemäß angreifen, jedoch lief die Sirius gegen 17 Uhr auf einem Riff im Kanal auf. Nachdem die drei anderen britischen Fregatten den Kanal erfolgreich passiert hatten, lief die HMS Magicienne um 17:15 Uhr auf einem Riff auf, wobei nur wenige Kanonen den Gegner beschießen konnten. Die HMS Iphigenia ankerte daraufhin und nahm die Minerve unter Beschuss. Derweil lieferten sich ab 17:15 Uhr die HMS Néréide mit Bellone und Victor ein Artillerieduell. Gegen 18:15 Uhr holte die Ceylon unter dem Eindruck des Beschusses durch Iphigenia und Magicienne ihre Flagge nieder und kapitulierte. Jedoch setzte die Ceylon Segel und lief auf den Strand auf. Um 18:30 Uhr setzte auch die Minerve Segel und folgte der Ceylon. Jedoch hatte die Ceylon auch das Ankerkabel der Bellone zerrissen, wodurch auch die Bellone strandete. Die Iphigenia kappte in dieser Situation ihren Anker und versuchte die Minerve zu verfolgen. Um 19 Uhr wurde das Ankergeschirr der Néréide weggeschossen, so dass das Heck der Nereide Richtung Bellone schwenkte, die der Nereide ins Heck feuerte. Um das zu verhindern, drehte die Nereide mit ihrem kleinen Ankergeschirr und versuchte wieder ihre Breitseite in Richtung Bellone zu bringen. Anschließend ging das Feuergefecht bis 22 Uhr weiter. In dieser Zeit wurde bereits ein Großteil der Besatzung der Nereide außer Gefecht gesetzt.

Ab 22:45 Uhr versuchten Boote von der Sirius und der Iphigenia, Captain Nesbit Willoughby zum Verlassen der Néréide zu bewegen. Auch der Kapitulationsversuch der Néréide per Boot an die Bellone gelang nicht. Um 0:30 Uhr am 24. August 1810 ging der Großmast der Nereide über Bord, um 1:30 Uhr brach vorübergehend ein Feuer an Bord der Néréide aus. Um 1:50 Uhr stellten alle Schiffe beider Seiten das Feuer ein. Im Morgengrauen eröffnete die Bellone das Feuer wieder, auch der Versuch eine französische Trikolore über die Bordwand der Nereide zu hängen, hinderte die Bellone nicht daran weiterzufeuern. Die britische Flagge der Nereide war am Fockmast festgenagelt worden, also wurde dieser Mast von der eigenen Besatzung zu Fall gebracht. Daraufhin stellte die Bellone das Feuer ein. Ab 4 Uhr morgens trat die HMS Iphigenia den Rückzug an, indem sie sich aus dem Hafen herauswarpte. Als die HMS Iphigenia außer Schussweite war, wurde das französische Feuer auf die Magicienne konzentriert. Captain Pym hoffte noch immer, die Sirius wieder flott zu bekommen. Am Nachmittag des 24. August 1810 erhielt die Besatzung der Magicienne den Befehl auf die Iphigenia umzusteigen. Die verlassene Fregatte wurde in Brand gesteckt und explodierte Stunden später. Am 25. August 1810 wurde mit einer neu errichteten französischen Strandbatterie das Feuer auf die Sirius eröffnet. Während die Iphigenia entkommen konnte, wurde die Sirius um 9 Uhr verlassen und in Brand gesteckt, wodurch sie um 11 Uhr explodierte.

Die HMS Iphigenia suchte am 27. August 1810 Schutz unter der Île de la Passe. Dort machte die Fregatte gefechtsklar und schickte die überzähligen Männer auf die Île de la Passe. An ebendiesem Tag erreichte Jacques-Felix-Emmanuel Hamelin mit seinem Geschwader aus Venus, Manche und Astrée Grand Port. Er forderte Captain Lambert auf die Iphigenia zu übergeben. Am 28. August 1810 wurde die Kapitulationsforderung wiederholt, es wurde eine Übergabe der Fregatte und der Insel am 29. August 1810 vereinbart. Zwar hatte Hamelin eine sofortige Heimreise angeboten, doch der Gouverneur der Insel Mauritius, General Decaen forderte und erhielt eine bedingungslose Kapitulation. Captain Lambert übergab mangels Wasser und aufgrund der Verwundeten seine Fregatte und die Insel ohne Bedingungen am 28. August 1810. Das Kriegsgericht sprach die vier Kommandanten der britischen Fregatten ehrenvoll frei von jeglichen Schuldvorwürfen.

## Ergebnis
Es ist der größte französische Seesieg im Indischen Ozean in diesem Krieg. Die Verluste auf beiden Seiten waren sehr hoch. An Bord der Nereide mit einer ursprünglich 281 Mann starken Besatzung starben 92 Mann, 137 wurden teilweise schwer verletzt. Nur 52 Mann der Besatzung kamen mit heiler Haut davon. An Bord der Iphigenia starben fünf Mann, 13 wurden verletzt. Des Weiteren gab es auf der Magicienne acht Tote und 20 Verletzte. Nur die Fregatte Sirius erlitt keine Verluste, da sie außer Reichweite der französischen Batterien war. Die Gesamtverluste betrugen 105 Tote, 170 Verwundete und ca. 1200 Gefangene. Die Nereide wurde unter ihrem Namen von den Franzosen genutzt, musste aber 1811 in Grand Port abgewrackt werden. Die HMS Iphigenia wurde als Iphigenié von den Franzosen genutzt und später wieder von der Royal Navy zurückerobert. Die Franzosen hatten nach eigenen Aussagen 37 Tote und 112 Verletzte. Allerdings werden diese Zahlen überwiegend angezweifelt, da sie zu niedrig erscheinen. Zu jeder Zeit war es üblich, die eigenen Verluste niedriger anzugeben, um damit den eigenen Sieg größer aussehen zu lassen. Da die Bellone allerdings nie wieder für seefähig erklärt wurde, ist anzunehmen, dass die Schäden am Schiff so groß waren, dass auch auf der Bellone viele Besatzungsmitglieder vom Kanonenfeuer geschädigt wurden.

## Beteiligte Schiffe

### Großbritannien
| Schiff         | Kanonen | Kommandant    | Verluste | Verluste  | Verluste  | Anmerkungen         |
| Schiff         | Kanonen | Kommandant    | getötet  | verwundet | Insgesamt | Anmerkungen         |
| -------------- | ------- | ------------- | -------- | --------- | --------- | ------------------- |
| HMS Sirius     | 36      | Samuel Pym    |          |           |           | Fregatte, verbrannt |
| HMS Iphigenia  | 36      |               | 5        | 13        | 18        | Fregatte, gekapert  |
| HMS Magicienne | 36      | Lucius Curtis | 8        | 20        | 28        | Fregatte, verbrannt |
| HMS Néréide    | 36      |               | 92       | 137       | 229       | Fregatte, gekapert  |

### Frankreich
| Schiff  | Kanonen | Kommandant | Verluste | Verluste  | Verluste  | Anmerkungen              |
| Schiff  | Kanonen | Kommandant | getötet  | verwundet | Insgesamt | Anmerkungen              |
| ------- | ------- | ---------- | -------- | --------- | --------- | ------------------------ |
| Bellone | 40      |            | 13       | 35        | 48        | Fregatte                 |
| Minerve | 40      |            | 15       | 42        | 57        | Fregatte                 |
| Victor  | 18      |            | 4        | 1         | 5         | Korvette                 |
| Ceylon  | 24      |            | 4        | 19        | 23        | ex-HEICS Ostindienfahrer |

## Gedenken

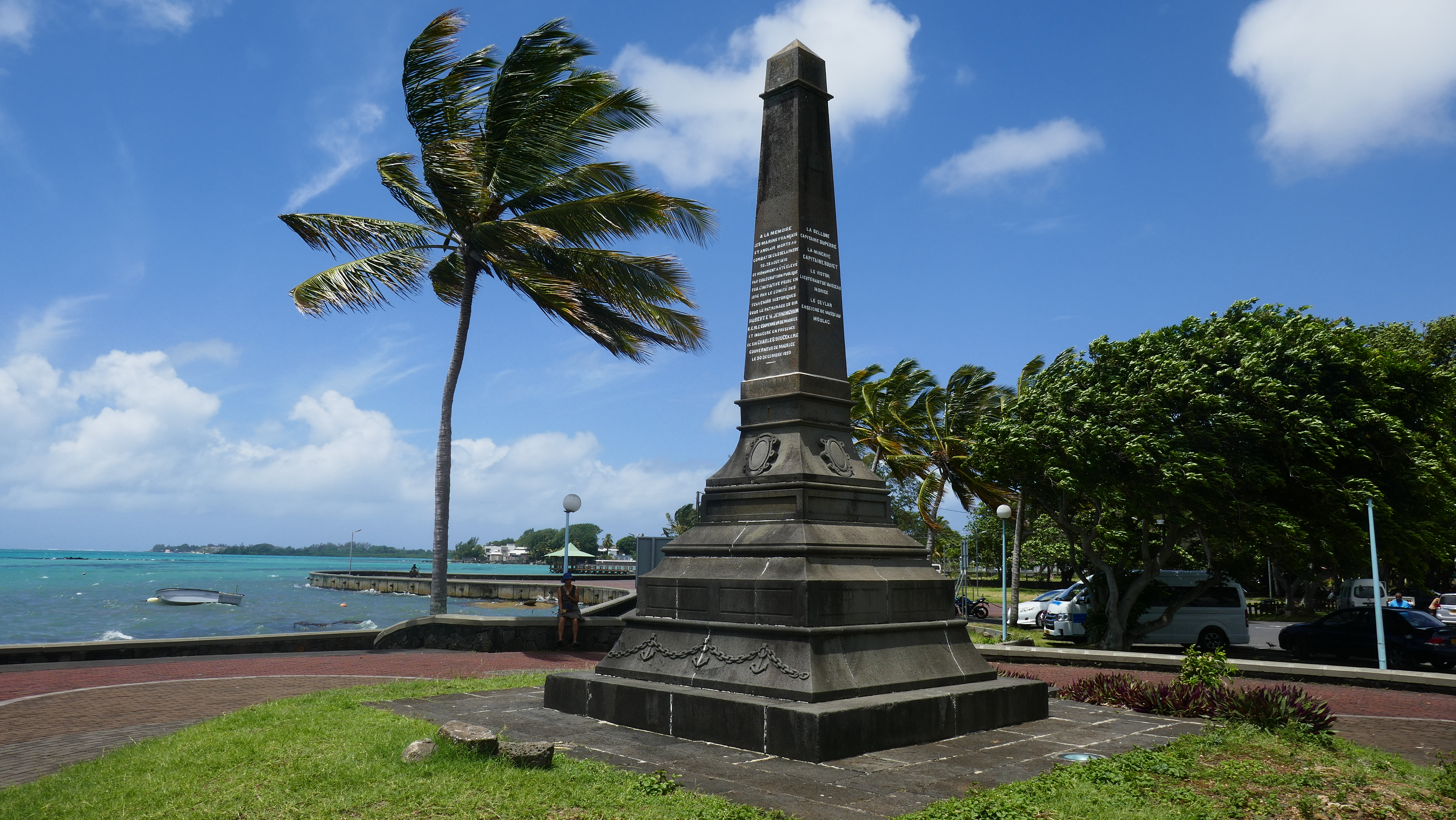
Grand Port Battle Memorial (Pointe des Régates)

In Mahébourg wurde zum Gedenken an die Schlacht das Grand Port Battle Memorial errichtet. Das Denkmal in Form eines Obelisken steht unter Denkmalschutz.